# Vitträsk (ort i Kyrkslätt, Finland)
Vitträsk, by vid sjön Vitträsk i Kyrkslätts kommun, Nyland i f.d. Södra Finlands län.